# Tiếng Luxembourg
Tiếng Luxembourg (Lëtzebuergesch; tiếng Pháp: Luxembourgeois, tiếng Đức: Luxemburgisch, tiếng Hà Lan: Luxemburgs, tiếng Wallon: Lussimbordjwès), là một ngôn ngữ thuộc nhóm ngôn ngữ German Tây được nói chủ yếu ở Luxembourg. Có 390.000 người trên thế giới nói tiếng Luxembourg.
Tiếng Luxembourg thuộc nhóm ngôn ngữ Tây Trung Đức của những ngôn ngữ Đức Cao. Tiếng Luxembourg là ngôn ngữ chính thức của Luxembourg và là một trong ba ngôn ngữ hành chính (cùng với Pháp và Đức).
Tiếng Luxembourg cũng được sử dụng tại các bộ phận nhỏ của các nước xung quanh của Bỉ (ở tỉnh Luxembourg gần Arlon), Pháp (ở các bộ phận nhỏ của Lorraine) và Đức (xung quanh Bitburg và Trier). Tại Đức và Lorraine nó chỉ đơn giản được xem là một các phương ngữ địa phương của tiếng Đức. Kể từ khi Thế chiến thứ hai, ngôn ngữ chưa được giảng dạy trong các quốc gia này, với kết quả sử dụng của Luxembourg là phần lớn bị giới hạn ở những người già.
Ngoài ra, ngôn ngữ này còn được nói bởi một vài con cháu của những người nhập cư Luxembourg tại Hoa Kỳ, và nhiều liên quan chặt chẽ được nói của dân tộc Đức dài định cư ở Transilvania, România.